# 後藤田卓志
後藤田 卓志（ごとうだ たくじ、1965年〈昭和40年〉 - ）は、日本の医学者、医師。専門は、消化器内科学・消化器内視鏡学。学位は、博士（医学）。
がん研究会有明病院上部消化管内科部長。元日本大学教授、元日本大学医学部長、元日本大学病院消化器病センター長。
弟は後藤田正純。父は後藤田圭博。大叔父は後藤田正晴。従伯父は井上普方。

## 人物
胃癌に対する内視鏡切除の権威。国立がんセンター中央病院で15年間業績を重ね、現在では標準治療となった内視鏡的粘膜下層剥離術の開発者の一人であり、適応を決める金字塔となる論文を執筆した。北里大学医学部消化器内科学主任教授である草野央の指導者としても知られる。
2015年11月より日本大学医学部内科学系消化器肝臓内科学分野教授に就任し、2020年11月から2022年3月まで高山忠利の後任として日本大学第16代医学部長を務めた。主任教授ではないにもかかわらず、分院に勤務する他大学出身の教授が教授就任から短期間で医学部長を務めることは稀である。後任の医学部長は、木下浩作。
定年まで数年あるが、2023年9月末を持ち日本大学医学部を退職し、がん研究所有明病院に転職した。
座右の銘は「最善を祈って、最悪に備える」と「ノブレス・オブリージュ」。

## 略歴
- 駒場東邦中学校・高等学校卒業[5]
- 1992年3月 - 東京医科大学医学部卒業[4]
- 1992年6月 - 東京医科大学医学部内科学第三講座入局[6]、東京医科大学病院内科研修医[4]
- 1994年6月 - 東京慈恵会医科大学附属病院内視鏡科[6]
- 1995年6月 - 国立がんセンター中央病院レジデント[7]
- 1998年6月 - 国立がんセンター中央病院がん専門修練医[7]
- 2001年1月 - 国立がんセンター中央病院消化器内視鏡部医師[4]
- 2006年4月 - 国立がんセンター中央病院消化器内視鏡部医長[4]
- 2009年11月 - 博士（医学・東京医科大学）[8]
- 2010年4月 - 国立国際医療研究センター病院消化器内科医長・内視鏡科科長[4]
- 2012年4月 - 東京医科大学医学部消化器内科学分野准教授[4]
- 2015年11月 - 日本大学医学部内科学系消化器肝臓内科学分野教授[4]、日本大学病院消化器病センター長[9][10]・内視鏡室長[9][10]
- 2020年11月 - 日本大学医学部長に就任[11]
- 2020年12月 - 日本大学病院消化器病センター長を退任[1][12]
- 2022年3月 - 日本大学医学部長を退任[11]
- 2023年9月 - 日本大学を退職
- 2023年10月 - がん研究所有明病院上部消化管内科部長